# Phacellanthus tubiflorus
Phacellanthus tubiflorus – gatunek rośliny z rodziny zarazowatych (Orobanchaceae) i monotypowego rodzaju Phacellanthus. Występuje we wschodniej Azji na obszarze od południowych Chin po Rosyjski Daleki Wschód włącznie z Półwyspem Koreańskim i Wyspami Japońskimi. Jest bezzieleniowym pasożytem całkowitym korzeni drzew z rodzaju jesion Fraxinus.

## Morfologia
PokrójNad powierzchnią rozwijają się mięsiste, krótkie (do 11 cm wysokości), nagie łodygi. Wyrastają one pojedynczo lub w kępach i są nierozgałęzione.
LiścieSkrętoległe, siedzące i ciasno na łodydze ułożone. Blaszki jajowato-trójkątne; długości do 8 mm i szerokości do 4 mm, na brzegu lekko obłonione, zaostrzone na wierzchołku lub tępe. Liście bywają żółto lub czerwono zabarwione.
KwiatyWyrastają skupione w przypominającym główkę kwiatostanie szczytowym. Kwiaty są bardzo krótkoszypułkowe i wsparte łódeczkowatymi przysadkami o długości połowy korony. Podkwiatków i kielicha brak. Biała lub jasnożółta korona osiąga od 2,5 do 3,5 cm długości. Jest grzbiecista, rurkowata i wzniesiona, dwuwargowa. Dolna warga jest trójłatkowa, a górna dwułatkowa, znacznie dłuższa od dolnej. Wewnątrz korony znajdują się cztery schowane pręciki, zawierające główki z dwoma płodnymi pylnikami, z lekko wyciągniętym łącznikiem między nimi. Nitki pręcików są delikatnie owłosione u nasady. Zalążnia powstaje z trzech owocolistków, jest jednokomorowa. Szyjka słupka jest długa, zakończona dwudzielnym znamieniem (według niektórych źródeł maczugowatym).
OwoceJajowate  torebki o wymiarach około 1–1,4 cm na 5–8 mm. Zawierają drobne, jajowate nasiona szerokości 0,3–0,4 mm, długości około 0,2 mm, z siateczkowaną łupiną nasienną.